# Asedio español de Cartagena de Indias (1815)
El Sitio de Cartagena de Indias fue un suceso militar ocurrido entre agosto y diciembre de 1815, durante la independencia de Colombia, dentro del proceso de independencia hispanoamericana. El asedio fue emprendido por una fuerza combinada naval y terrestre de tropas españolas expedicionarias al mando del general Pablo Morillo y su segundo Francisco Tomás Morales. La defensa de la ciudad sitiada durante 105 días fue dirigida por Manuel Castillo y José Francisco Bermúdez, hasta su huida a bordo de un barco corsario. De igual forma que en otros asedios ocurridos en la Guerra de independencia hispanoamericana la población de la ciudad asediada sufrió los efectos epidémicos del hambre y las enfermedades, entre ellos su gobernador Juan de Dios Amador, y se calcula que murió una tercera parte de la ciudad. El asedio de las fuerzas de Pablo Morillo ha sido uno de los tantos bloqueos navales y terrestres que ha tenido la ciudad de Cartagena de Indias en su historia, sin embargo en esta ocasión concluye con el resultado de una victoria de los sitiadores el 6 de diciembre de 1815.
El restablecimiento del gobierno virreinal en la provincia de Cartagena permitió dar lugar a procesos judiciales que condenaron a morir a nueve cabecillas rebeldes, con lo que se abre un capítulo de la represión política durante la independencia colombiana denominado Régimen del Terror y que concluye con las sentencias de los líderes de la insurrección de Santafé de Bogotá y las caída de las Provincias Unidas de la Nueva Granada.

## Antecedentes

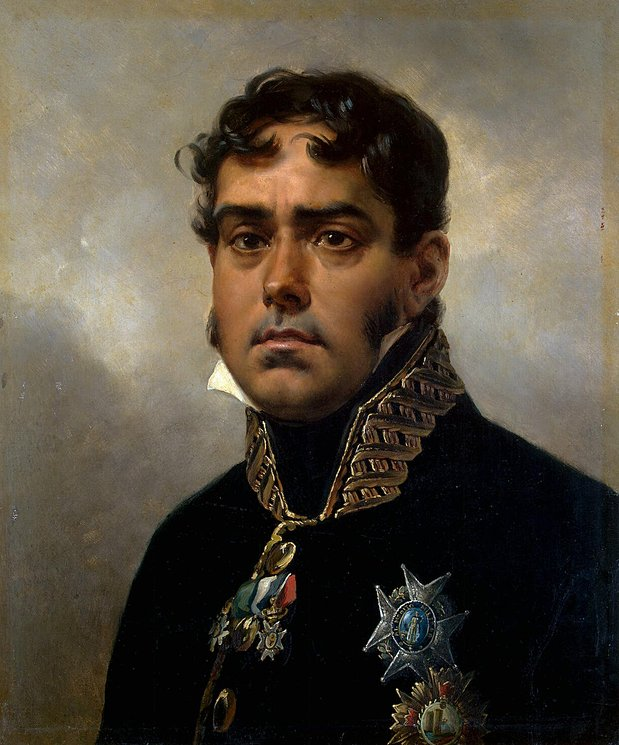
Pablo Morillo, comandante de la Expedición Pacificadora, entró el 26 de mayo de 1816 a Santafé de Bogotá, iniciando la llamada Reconquista.

Cartagena de Indias era una ciudad de cerca de 18 708 habitantes, próspera, con grandes casas de comercio. En los siglos pasados de la colonia había manejado todo el comercio de esclavos del Caribe. Y era a la sazón la plaza fortificada más poderosa del Caribe español y la cuarta ciudad más importante en la América española después de Ciudad de México, La Habana y Lima.
El 22 de mayo de 1810 se crea la Junta autónoma de Gobierno y deponen a las autoridades españolas, pero conservan su fidelidad a la monarquía española. Más tarde, el 11 de noviembre de 1811 declaran la independencia absoluta de la ciudad de Cartagena. España no pudo dar una oportuna respuesta a los movimientos independentistas de América por estar sumido su territorio en la Guerra de la Independencia española. Pero el panorama cambió cuando las tropas francesas abandonan España, y el rey Fernando VII restituido en el trono ordena un contingente militar a las órdenes de Pablo Morillo, para reconquistar las colonias americanas. La flota salió de Cádiz el 16 de febrero de 1815 con rumbo a la Capitanía General de Venezuela. Estaba compuesta de 15 000 hombres (12 254 soldados y oficiales) 18 barcos de guerra y 41 de transporte, con su parque de armas y municiones. La expedición incluía entre sus filas a 500 oficiales. Más tarde llegó la noticia a Cartagena del comienzo en marzo de la campaña de los Cien Días de Napoleón Bonaparte.
Por el año de 1815 las Provincias Unidas de la Nueva Granada habían establecido un estado federal pero se habían enfrascado en guerras civiles. Después de la toma de Santafé, el Libertador Simón Bolívar al mando de unos 1500 soldados se dirigió a la costa atlántica donde debía recibir armas y pertrechos de Cartagena para tomar Santa Marta y liberar a Venezuela. Sin embargo el gobierno patriota de Cartagena se negó a apoyarlo razón por la cual Bolívar puso sitio durante mes y medio a la ciudad defendida por igual número de combatientes pero la tropa de Bolívar apenas tenía 600 fusiles sin parque ni escuadra. Por otra parte, Cartagena no acepta el ofrecimiento en abril del gobernador y capitán general español Francisco de Montalvo y Ambulodi para atacar a Bolívar a cambio de someterse nuevamente al rey de España. Bolívar al tener conocimiento de la llegada de la gran expedición pacificadora de Morillo a Venezuela y atacado por los realistas de Santa Marta, que toman en abril las poblaciones de Barranquilla, Sabanilla, Santa Cruz de Mompox y Soledad, mediante un ultimatúm propone reunir todas las facciones en conflicto bajo su mando, o renunciar a su mando de las tropas del Congreso. La respuesta de Cartagena es negativa y Bolívar decide salir a la Jamaica británica en mayo de 1815. 
En esos momentos las Provincias Unidas apenas contaban con 3000 efectivos concentrados en Cúcuta, Casanare y Popayán. Más de 2000 fusiles, 100 piezas de artillería, 400 quintales de pólvora, todo tipo de municiones, 1300 uniformes y 34 buques armados para la guerra que estaban en Cartagena habían sido negados a Bolívar de parte del gobierno de la ciudad. La mitad de los 5000 fusiles que había en Nueva Granada se guardaban en el puerto. El Libertador había tenido la ilusión de aumentar sus efectivos, 2000 pero solo un cuarto con fusiles, a 6000 por levas masivas entrenadas por los numerosos oficiales que lo acompañaban, armados todos por el armamento de Cartagena.

## Organización del bloqueo
En abril de 1815 los cartageneros tuvieron noticia de la expedición pacificadora y empezaron a organizarse para resistir el sitio. Morillo llegó a Puerto Santo, cerca de Carúpano, en la costa oriental venezolana, el día 7 del mismo mes y se entrevistó con el jefe realista Francisco Tomás Morales, quien tenía más de 7000 soldados a su mando, tomándolo como su subordinado. Tras ocupar fácilmente el último bastión de resistencia de la Isla Margarita cuya guarnición estaba al mando del general José Francisco Bermúdez, sufre la pérdida accidental del buque insignia, el San Pedro Alcántara, con sus mil tripulantes. A pesar de este descalabro desde Cumaná Morillo envía refuerzos a otras zonas de conflicto como a la Nueva España, 1200 efectivos al Perú y un batallón de cazadores a Puerto Rico. Morillo partió al oeste, pasando por Barcelona, La Guaira y  Caracas donde es recibido con grandes aclamaciones populares. Luego de asumir la Capitanía General de Venezuela se traslada por tierra a Puerto Cabello donde reclutó a 3000 locales para su campaña, mientras que los jinetes de la milicia de Morales avanzaron por tierra a Cartagena de Indias. Esos tres mil venezolanos provenían del ejército que Morales había reunido para atacar Isla Margarita (5000 soldados y 32 buques). En Puerto Cabello Morillo suma a la expedición otros 22 navíos, elevando la armada a 85 velas, y se dirige de inmediato a la Nueva Granada dejando unos 4000 efectivos en Venezuela. Para su planificada campaña, Morales había acabado con cualquier núcleo rebelde en la costa, tratando de aislar a la Isla de Margarita, masacrando a más de 3000 personas en sus ataques.
La armada de Pablo Morillo arribó el 22 de julio a la ciudad de Santa Marta, bastión realista donde estaba el virrey de la Nueva Granada, Francisco Montalvo y Ambulodi. El asedio de Cartagena era previsible, principal puerto del Caribe neogranadino y puerta de entrada al interior del país; desde que Morillo había llegado a Venezuela los realistas samarianos habían pedido ser reforzados por tres o cuatro mil soldados (ellos sólo tenían 300 y algunos milicianos) para comenzar el bloqueo.
La ocupación de Cartagena comienza con el desembarco en sus costas de las tropas de Morillo el 18 de agosto, y se llevó a cabo por dos frentes. Uno terrestre, dirigido por Francisco Tomás Morales, organizado desde la cercana ciudad de Santa Marta, que tenía como fin incomunicar a Cartagena por tierra del interior del país; y uno marítimo comandado por el capitán de la flota naval don Pascual Enrile Acedo. En julio de 1815 el frente terrestre había ocupado la línea del Río Magdalena, que era la entrada de alimentos, correo y mercancías a Cartagena de Indias, y en los siguientes días las tropas ocuparon toda la provincia de Cartagena, desde Bocas de Ceniza hasta la punta de Arboletes (actuales departamentos colombianos de Atlántico, Bolívar, Sucre y Córdoba) y habiendo cortado completamente a Cartagena sus campos de abastecimiento, buscando la rendición de Cartagena por el hambre. El 22 de agosto las velas de la flota pacificadora se vieron en el horizonte, y el 26 de agosto de 1815 comenzó el bloqueo marítimo. Las naves españolas se colocaron en posición desde La Boquilla, al norte de la ciudad hasta Barú, al sur de la Bahía. Los comandantes de la flota tenía orden de evitar que naves enemigas socorrieran la ciudad. Los Patriotas cartageneros se vieron reducidos a soportar el sitio en el recinto amurallado de la ciudad, con el poco abastecimiento que habían logrado acumular. Morillo desembarcó cerca de la ciudad y montó su cuartel general en la hacienda Torrecilla, en la cercana población de Turbaco, desde donde dirigía el asedio.

## Defensa de la plaza

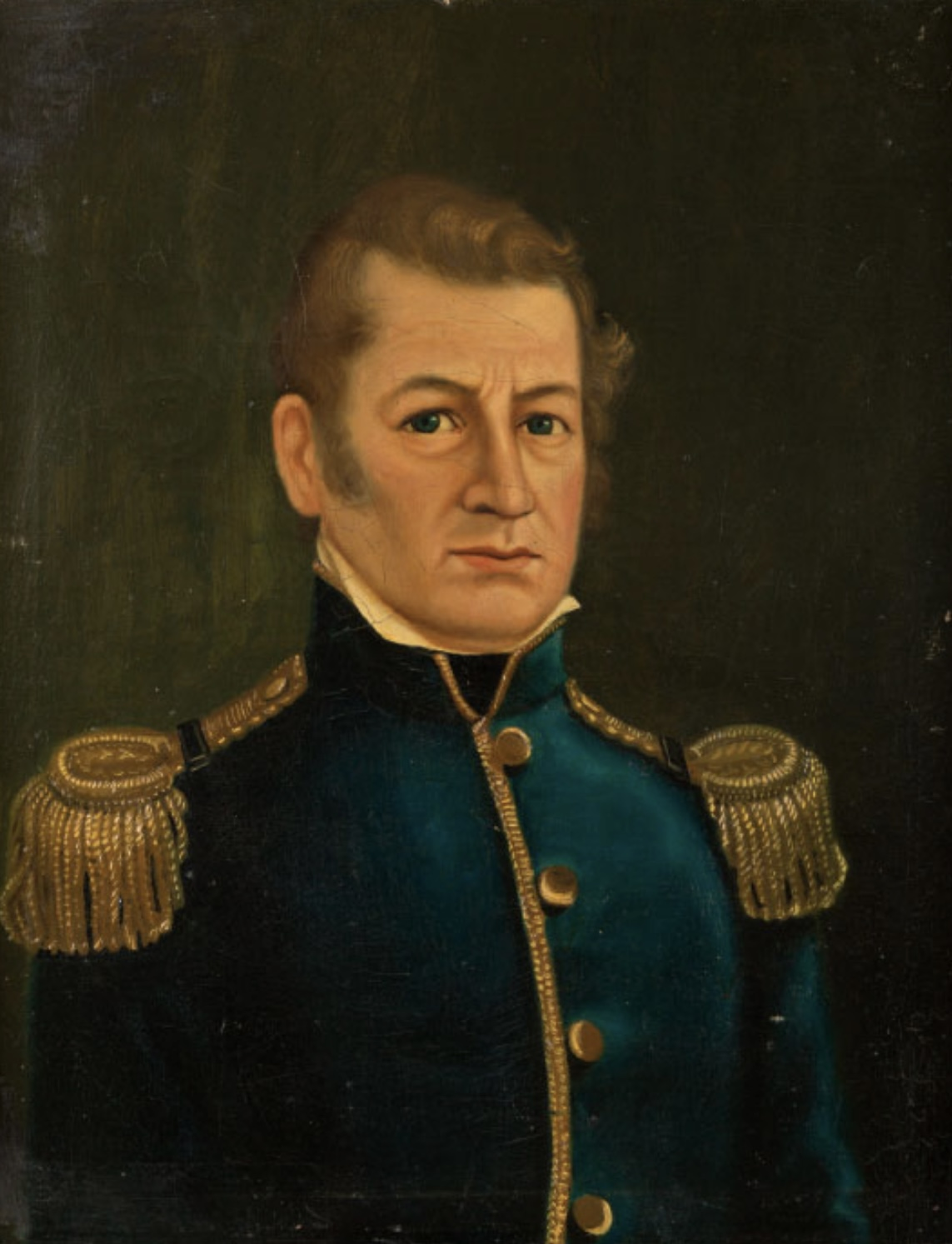
Manuel del Castillo y Rada, comandante de la plaza de Cartagena.

Cartagena de Indias se había convertido en refugio de combatientes de la Independencia de Venezuela, junto a una gama variada de nacionalidades. Cabe destacar a Lino de Pombo O'Donnell, Antonio José de Sucre, Pedro Gual, los hermanos Germán, Gabriel y Vicente Celedonio Gutiérrez de Piñeres, Carlos Soublette, Gregor MacGregor, Bartolomé Salom, José Francisco Bermúdez, Juan García del Río, Pedro León Torres, Florencio Palacios, Luis Aury,  Mariano Montilla, Henri Louis Villaume Ducoudray Holstein, Luis de Rieux, José Prudencio Padilla, Miguel Díaz Granados, Valentín García, entre otros. El comandante de la plaza era Manuel del Castillo y Rada y se habían enviado contingentes a las diversas fortalezas que protegían la entrada a la ciudad, es decir al Castillo San Felipe de Barajas, a las de Bocachica y La Popa, y se había ordenado una línea de defensa en las murallas y baluartes de la ciudad.
Durante el asedio el aprovisionamiento de alimentos fue el principal problema que afrontó la ciudad sitiada. Además de las tropas, había que alimentar a la población civil, que sumada al ejército, ascendía a 18 o 19 mil personas. Al mes del sitio los cartageneros tuvieron que recurrir a caballos, perros, ratas y todo tipo de animal para alimentarse. A eso se sumó una terrible peste derivada de la insalubridad. Cada día cientos de personas caían muertas a mitad de las calles por inanición y como no alcanzaban las fosas comunes, muchos se corrompían a la intemperie dándole una aura de pestilencia e insalubridad a la ciudad. Pronto los cadáveres fueron llegando hasta los depósitos de agua, no había agua potable. La desesperación fue mayor en los últimos 22 días del sitio, los Cartageneros empezaron a comerse hasta las mismas suelas de sus zapatos, cueros de tenería, e incluso no faltó quien recurriera al canibalismo para poder sobrevivir. En ese clima de desesperación, sorprende que los dirigentes cartageneros no optasen por la capitulación, lo que hubiese evitado los males del asedio a la población civil. El fuego cruzado era ocasional, una cuando los españoles se apoderaron de los fuertes de Bocachica. El 17 de octubre el comandante de la plaza, Manuel del Castillo y Rada, es depuesto por un tumulto y sustituido por el general venezolano José Francisco Bermúdez y el corsario francés Luis Aury. El 11 de noviembre, durante el sitio, los españoles trataron de apoderarse del Cerro de la Popa, pero los patriotas resistieron al mando del coronel Carlos Soublette. Los soldados morían en las murallas, pero más por el hambre y no en combate.
El 4 de diciembre, en momentos de máxima desesperación, el gobernador civil Juan Elias López de Tagle “determinó, después de consultar una Junta de Jefes Militares y vecinos notables, no capitular con el general español, sino evacuar la plaza al día siguiente y embarcarse con dirección a Jamaica o a los Cayos de San Luís en Haití “heroico cuanto desesperado
proyecto.” Fue así que durante la noche del 5 de diciembre las autoridades de Cartagena y algunos defensores de la plaza se embarcaron en la Bahía de las Ánimas, para abandonarla. Ese plan pretendía romper el bloqueo naval. No obstante, de alguna manera algunos lograron burlar el cerco y salir, pero su situación no era menos precaria: las naves, muchas de ellas corsarias, no estaban equipadas, algunas sufrieron traiciones, otras encallaron o tuvieron que tocar puerto obligatoriamente y ser capturados por autoridades españolas. De los doce o catorce buques que salieron de Cartagena solo dos lograron tocar puerto en Jamaica, teniendo la mala noticia que allí no los dejaban desembarcar, y que tenían que seguir su ruta hacia Haití. En el bergantín  “Constitución”  al mando del corsario Luis Aury, se dieron a la fuga Juan Elías López de Tagle su esposa y su pequeña hija, Juan Marimón, Mariano Montilla, Carlos Soublette, Antonio José de Sucre, Manuel Cortés Campomanes, Luis Francisco de Rieux, Luis Ducoudray- Holstein y José Francisco Bermúdez. 
De los cerca de 2000 que partieron en 6 mercantes y 7 a 10 goletas mal armadas, unos 600 sobrevivieron para ser capturados o llegar a Haití. Las dos embarcaciones que llegaron a Haití, encontraron la protección de Alexandre Pétion, defensor de las luchas de independencia latinoamericana. Allí muchos se enrolaron en la Expedición de los Cayos que organizó Simón Bolívar para reconquistar Venezuela. Bolívar pensó que la resistencia de Cartagena sería derrotada finalmente sin remedio por lo que consideró inútil su presencia allí, y sólo tuvo para consuelo darle el remoquete de "Ciudad Heroica". 
El 6 de diciembre de 1815 Morillo ocupó Cartagena: El Regimiento de León entró a la ciudad después de 105 días de asedio. Cuenta Rafael Sevilla en sus Memorias: Hombres y mujeres, vivos retratos de la muerte, se agarraban de las paredes para andar sin caerse; tal era el hambre horrible que habían sufrido…veinte y dos días hacía que no comían otra cosa que cueros remojados en tanques de tenería. En la ciudad de Cartagena se decide nombrar tres representantes para negociar la rendición con Morillo: Juan Fernández de Sotomayor, Manuel Anguiano y Domingo Esquiaqui.

## Consecuencias
Finalmente al concluir el sitio el 6 de diciembre de 1815 el parte de guerra señala que para esa fecha habían fallecido unas 6000 personas dentro de las murallas de la ciudad. El ejército sitiador se había visto reducido a 3500 combatientes; 1825 peninsulares y 1300 criollos habían resultado muertos, heridos o desertado. Unos 3600 realistas pasaron por los hospitales de Turbaco, Arjona y Sabanalarga con diversa suerte. Se capturaron 366 cañones de diverso calibre, 100 carabinas, 3888 fusiles, 3440 quintales de pólvora en barriles, 4627 cartuchos de cañón, 135 800 de fusil y 200 000 piedras de chispa. Otros 2000 residentes estaban moribundos, tirados en calles, casas y hospitales, 2400 habían escapado por mar y 400 a 600 por tierra y, por último, 400 prisioneros fueron degollados en las playas cercanas por Morales. A comienzos de septiembre ya era imposible conseguir alimentos por mar, era imposible romper el bloqueo, además no había dinero para comprar, para entonces menos de mil hombres defendían la ciudad. Más de 300 cadáveres fueron recogidos de las calles y plazas el 4 de diciembre, la guarnición del castillo de San Lázaro había caído de 500 a 31 efectivos durante el asedio.
La toma de Cartagena permitió a Morillo adentrarse en el resto del Virreinato de la Nueva Granada. Tras la restauración del gobierno virreinal se dio lugar a los procesos contra los cabecillas de la revolución de Cartagena y que concluye con los juicios a los miembros de la revolución de Santa Fe, periodo que en Colombia se ha venido a llamar "Régimen del Terror". Cartagena de Indias permaneció bajo control español hasta 1821. El comandante Manuel del Castillo fue juzgado por un Consejo de Guerra Permanente y fue fusilado el 24 de febrero de 1816.
Cartagena de Indias quedó arruinada tras el asedio, perdió su dirigencia política y el papel protagónico. Si bien fue reconquistada por los patriotas de forma definitiva el 10 de octubre de 1821. Tardó más de un siglo para que la ciudad volviera a tener la población de 1815.